# Let It Go (singel Willa Younga)
Let It Go – popowa kompozycja autorstwa Ega White’a, Jeremy’ego Gregory i Karen Poole zrealizowana na czwarty album studyjny Willa Younga pod tym samym tytułem (2008). Marcem 2009 r. utwór wydano jako trzeci singel promujący ową płytę. W momencie wydania był to najgorzej sprzedający się w Wielkiej Brytanii singel Younga, jedyny dotychczas, który na liście przebojów UK Singles Chart uplasował się poza pierwszą czterdziestką.

## Listy utworów i formaty singla
CD single
1. „Let It Go (Radio Edit)”
2. „You Don’t Know (Live from Cadogan Hall)”
3. „Help Me (Live from Cadogan Hall)”

Digital download
1. „Let It Go”
2. „Let It Go (Live from Cadogan Hall)”

## Teledysk
Zrealizowany do utworu wideoklip swoją premierę odnotował w popularnym serwisie internetowym YouTube dnia 11 lutego 2009 r. Teledysk przedstawia Willa Younga w kostiumie superbohatera, aresztowanego przez dwóch policjantów. Następnie artysta tańczy z manekinem ukradzionym z jednego ze sklepów, co podkreśla stan towarzyski bohatera – nie posiada on żadnych przyjaciół.

## Pozycje na listach przebojów
Utwór „Let It Go” był notowany zaledwie w jednym zestawieniu – na liście UK Singles Chart, gdzie spędził jeden tydzień. Debiutował nań 14 marca 2009 r., a najwyższą (i jedyną) pozycją, którą osiągnął, było miejsce #58.
| Notowanie (2009) | Najwyższa pozycja |
| ---------------- | ----------------- |
| UK Singles Chart | 58                |